# Night and Day (Joe Jackson)
Night and Day is het vijfde album van Joe Jackson uitgebracht in 1982.

## Tracklist
Het album bevat negen nummers:
- Another World
- Chinatown
- T.V. Age
- Target
- Steppin' Out
- Breaking us in Two
- Cancer
- Real Men
- A Slow Song

Alle nummers werden geschreven door Joe Jackson. Medeauteur van het nummer T.V. Age was Steve Tatler.

## Album
De titel was afkomstig van een liedje van Cole Porter. De LP had een Dag-kant en een Nacht-kant.
Bijzonder aan dit album is dat het werd opgenomen zonder gitaarwerk.
Night and Day werd uitgebracht door A&M Records.
Producers waren Joe Jackson en David Kershenbaum